# Roger Cecil
Roger Cecil (18. července 1942 – 22. února 2015) byl velšský malíř.

## Život
Narodil se ve městě Abertillery na jihovýchodě Walesu a studoval na Newport College of Art a následně na Saint Martin's School of Art v Londýně. Následně získal stipendium a zahájil studium na Royal College of Art. To však zanedlouho ukončil a začal pracovat v dolech a na staveništích. Již v šedesátých letech o něm BBC natočila dokumentární film The Quiet Rebel. Později se rovněž věnoval pedagogické činnosti. Jako malíř se často věnoval abstraktnímu umění. Ke konci svého života trpěl trpěl demencí. Dne 21. února 2015 se ztratil z newportské nemocnice Royal Gwent Hospital, kde byl léčen. Naposledy byl viděn v časných ranních hodinách následujícího dne. Jeho tělo bylo nalezeno 24. února v poli nedaleko města Cwmbran.